# Jörg Traeger

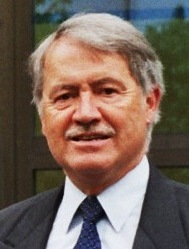
Jörg Traeger, 2003

Jörg Traeger (* 21. Januar 1942 in Rosenheim; † 29. Juli 2005 in München) war ein deutscher Kunsthistoriker, Künstler und Hochschullehrer für Kunstgeschichte.

## Leben und Wirken
Jörg Traeger, Sohn von Ruth Traeger, geborene Kunze, und des promovierten Arztes Heinz Traeger, studierte nach dem 1961 erfolgten Abitur in Rosenheim von 1961 bis 1968 Mittlere und Neuere Kunstgeschichte, Klassische Archäologie sowie Geschichtliche Hilfswissenschaften an der Universität München. Parallel dazu begann er 1962 ein Studium der Malerei an der Akademie der Bildenden Künste in München, welches er 1966 als Jahrgangsbester mit dem 1. Staatsexamen für das künstlerische Lehramt an höheren Schulen abschloss. Nach der Promotion zum Dr. phil. 1968 bei Wolfgang Braunfels in München und einer Tätigkeit 1969/1970 als Wissenschaftlicher Assistent am Institut für Kunstgeschichte der Universität München folgte 1973 die Habilitation mit Studien zum Werk Philipp Otto Runges, ebenfalls in München, mit der er die weitere Erforschung zweier Hauptwerke Runges ermöglichte. Anschließend begann er dort auch seine Lehrtätigkeit von 1973 bis 1976 als Privatdozent.
Zum Wintersemester 1976/77 wurde Traeger als Professor auf den neu geschaffenen Lehrstuhl für Kunstgeschichte an der Universität Regensburg berufen, den er bis zu seinem Tod innehatte. Die Bayerische Akademie der Wissenschaften wählte Traeger 1997 zum ordentlichen Mitglied der philosophisch-historischen Klasse. Als Visiting Professor war Traeger an der Universität Jyväskylä, der Åbo Akademi Universität, jeweils Finnland, an der National Taiwan Normal University in Taipeh, Taiwan, sowie am Institute for Advanced Studies in Princeton, USA, tätig. Rufe an die Universitäten Bonn (1985) und Tübingen (1994) lehnte er ab. Traeger war seit 1992 Mitglied und Vorsitzender des Kuratoriums des Zentralinstituts für Kunstgeschichte in München, 1994 wurde er in den Vorstand des Vereins zur Förderung des Kunsthistorischen Instituts in Florenz gewählt. 2000 wurde Traeger in den Fachbeirat der Bibliotheca Hertziana in Rom berufen, ab 2002 war er stellvertretender Vorsitzender des Fachbeirats der Bibliotheca Hertziana sowie des Kunsthistorischen Instituts in Florenz. Die Stadt Regensburg zeichnete ihn 1991 mit der Albertus-Magnus-Medaille aus.

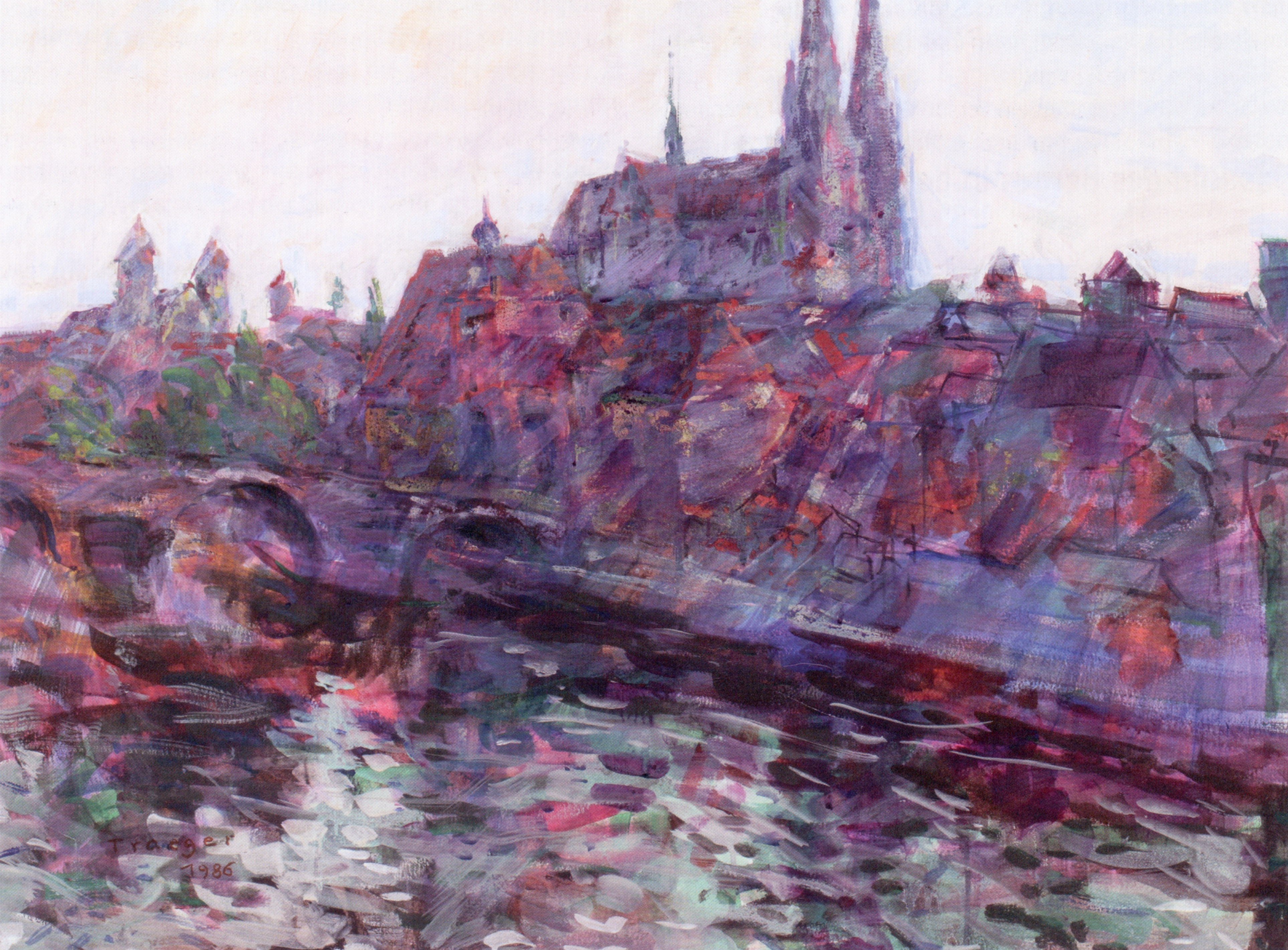
Jörg Traeger: Regensburg mit Steinerner Brücke, 1986

Traegers wissenschaftliche Arbeiten weisen ein breites Spektrum auf. Zentrale Themen seiner Tätigkeit waren u. a. die Renaissance, die Französische Revolution, die Romantik, die Moderne und die Walhalla bei Regensburg. Dabei verfolgte Traeger häufig den Ansatz einer globalen Interpretation bedeutender Kunstwerke im Kontext ihrer Zeit, wobei er diese ins Zentrum einer kunst- und allgemeinen historischen Betrachtung der jeweiligen Epoche stellte.
Als Künstler war Traeger überwiegend als Maler tätig. Sein Werk entstand in zwei zeitlich voneinander getrennten Schaffensperioden. Bis 1971 schuf er eine Vielzahl von Kunstwerken, die sich hinsichtlich ihrer Motive sowie der verwendeten Techniken erheblich voneinander unterscheiden. Nach längerer Schaffenspause malte er 1986 eine Ansicht Regensburgs („Regensburg mit Steinerner Brücke“, Öl auf Hartfaser), in deren Folge ausschließlich Landschaftsmotive bzw. Stadtansichten, vornehmlich Regensburgs, in Form von Ölbildern entstanden.
Neben seinem Wirken als Hochschullehrer und Künstler trat Traeger im Laufe seines Lebens wiederholt im Interesse der Denkmalpflege auf. Unter anderem engagierte er sich gegen eine Donaubrücke bzw. eine Klärschlammdeponie in unmittelbarer Nähe zur Walhalla in Donaustauf bei Regensburg, den Neubau einer Bischofsgruft im Regensburger Dom, die Errichtung eines Busbahnhofs im Regensburger Grüngürtel, den Bau einer Hochwassermauer im Regensburger Stadtteil Stadtamhof sowie den Umbau von Teilen der fürstlichen Residenz von Thurn und Taxis in Regensburg in ein Tagungscenter mit Hotel. Außerdem setzte er sich maßgeblich für den Wiederaufbau der Dresdner Frauenkirche ein.
Jörg Traeger war evangelisch, ab 1969 mit Eva Traeger, geborene von Seubert, verheiratete und hatte zwei Kinder (Tobias und Friederike). Er starb am 29. Juli 2005 in München.

## Ausstellungen (Auswahl)
- 1958: Kunstverein Rosenheim (in der Städtischen Galerie)
- 1966: Kempten (Allgäu): Ausstellung „Junge Maler“ (Freundeskreis: Studenten der Akademie, Freischaffende)
- 1995: uni pro arte, Kunst aus der Universität Regensburg (Gerhard Franz/Hermann Leber/Jörg Traeger) Oberpfälzer Künstlerhaus Schwandorf 1995. Ausstellungskatalog, Regensburg 1995
- 2001: uni pro arte, Kunst aus der Universität Regensburg (Gerhard Franz/Hermann Leber/Jörg Traeger) Reitstadel Neumarkt i. d. Oberpfalz 2001. Ausstellungskatalog, Regensburg 2001
- 2006: Gedächtnisausstellung Jörg Traeger, Malerei und Graphik. St. Oswald-Kirche Regensburg, 6. Mai – 27. Mai 2006
- 2009: Gedenkausstellung Jörg Traeger (1942–2005), Regensburg (D). Pavillon da Scuder, Sala Segantini, Savognin (Schweiz), 9. Juli – 15. August 2009
- 2010: Einzelausstellung: Kunst- und Kongresszentrum Rosenheim, Jörg Traeger – Malerei und Graphik, Ausstellung im Kultur- und Kongresszentrum, Rosenheim 19. April – 4. Mai 2010
- 2012: Einzelausstellung: Kunst- und Gewerbeverein Regensburg, Jörg Traeger als Maler, Ausstellung im Kunst- und Gewerbeverein, Regensburg. Ausstellungskatalog, Regensburg 2012

## Publikationen (Auswahl)

### Bücher
- Der reitende Papst – Ein Beitrag zur Ikonographie des Papsttums (= Münchner kunsthistorische Abhandlungen. Band 1), Verlag Schnell u. Steiner, München/Zürich 1970, ISBN 978-3-7954-0450-5.
- Philipp Otto Runge und sein Werk. Monographie und kritischer Katalog. Prestel Verlag, München 1975. Sonderband Studien zur Kunst des 19. Jahrhunderts; zugleich Doppeljahresgabe 1976/77 des Deutschen Vereins für Kunstwissenschaft. Teilabdruck von Kap. III, 5–7 (S. 54–60) unter dem Titel Runges Kunst und die Farben. In: Klaus Stromer (Hrsg.): Runges Farben heute (= Edition Farbe. Band 4). Regenbogen Verlag Klaus Stromer, Konstanz 1997, S. 32–59.
- Philipp Otto Runge oder die Geburt einer neuen Kunst. Prestel Verlag, München 1977; zugleich Lizenzausgabe für die Deutsche Buch-Gemeinschaft C. A. Koch’s Verlag Nachf., Berlin/Darmstadt/Wien; die Bertelsmann Reinhard Mohn OHG Gütersloh.
- Die Walhalla. 1979.
- Mittelalterliche Architekturfiktion. Die Allerheiligenkapelle am Regensburger Domkreuzgang. Verlag Schnell u. Steiner, München/Zürich 1980.
- Der Tod des Marat. Revolution des Menschenbildes. Prestel, München 1986.
- Philipp Otto Runge. Die Hülsenbeckschen Kinder. Von der Reflexion des Naiven im Kunstwerk der Romantik (= Kunststück. Nr. 1480), Fischer Taschenbuch Verlag, Frankfurt am Main 1987; durchgesehene Ausgabe 1996; japanische Ausgabe: Tokio 2004.
- Der Weg nach Walhalla. Denkmallandschaft und Bildungsreise im 19. Jahrhundert. Bernhard Bosse Verlag (und Buchverlag der Mittelbayerischen Zeitung), Regensburg 1987; 2., erweiterte Auflage 1991.
- Walhalla – Ruhmestempel an der Donau. Ein Bilderband (zusammen mit Horst Hanske – Fotografie und Bildtext). Bernhard Bosse Verlag (und Buchverlag der Mittelbayerischen Zeitung), Regensburg 1992.
- Renaissance und Religion. Die Kunst des Glaubens im Zeitalter Raphaels. Beck, München 1997.
- Goya. Die Kunst der Freiheit. Beck, München 2000.
- Kopfüber. Kunst am Ende des 20. Jahrhunderts. Beck, München 2004.

### Aufsätze
- Der „Heuwagen“ des Hieronymus Bosch und der eschatologische Adventus des Papstes, in: Zeitschrift für Kunstgeschichte 33 (1970), S. 298–331.
- „...als ob einem die Augenlider weggeschnitten wären“. Bildtheoretische Betrachtungen zu einer Metapher von Kleist, in: Kleist-Jahrbuch 1980, Berlin 1982, S. 86–106.
- Die Sprengung des Idylls. Ein Beitrag zur Realismusdebatte, in: Ausst.-Kat. Wilhelm Busch als Maler in seiner Zeit (Niedersächsisches Landesmuseum Hannover 1982), Berlin 1982, S. 3–33.
- Napoleon, Trajan, Heine. Imperiale Staatsmalerei in Frankreich, in: Hans Bungert (Hrsg.): Das antike Rom in Europa. Schriftenreihe der Universität Regensburg 12 (1986), S. 141–206.
- Die Begegnung Leos des Großen mit Attila. Planungsphasen und Bedeutungsgenese, in: Raffaello a Roma. Convegno del 1983, Roma 1986 (Edizioni dell’Elefante, 1986), S. 97–116.
- Die Brüder Asam im Dom von Freising. Was heißt Barockisierung?, in: Musis et Litteris. Festschrift für Bernhard Rupprecht zum 65. Geburtstag. Hrsg. von Silvia Glaser und Andrea M. Kluxen, unter Mitarbeit von Volkmar Greiselmayer, München 1993 (Wilhelm Fink Verlag), S. 263–288.
- Grenzformen der Kunst in der Goethezeit. Zur Ästhetik des Künstlichen, in: Daniel Chodowiecki (1726–1801). Kupferstecher, Illustrator, Kaufmann, hrsg. von Ernst Hinrichs und Klaus Zernack (Wolfenbütteler Studien zur Aufklärung, hrsg. von der Lessing-Akademie, Band 22), Tübingen 1997 (Max Niemeyer Verlag), S. 181–265.
- Die Spur Napoleons in der Kunst. Bilder aus Bayern, in: 1803. Wende in Europas Mitte. Vom feudalen zum bürgerlichen Zeitalter, Begleitband zur Ausstellung im Historischen Museum Regensburg 29. Mai bis 24. August 2003, hrsg. von Peter Schmid und Klemens Unger, Regensburg 2003, S. 227–277.
- Der göttliche Transitus. Segantinis 'Ave Maria a trasbordo' und das Andachtsgenre des 19. Jahrhunderts, in: Blicke ins Licht. Neue Betrachtungen zum Werk von Giovanni Segantini, hrsg. von Beat Stutzer, St. Moritz–Zürich 2004, S. 11–38.
- Politik der Popularisierung. Zum Kunstprogramm Ludwigs I. von Bayern, in: Popularisierung und Popularität, hrsg. von Gereon Blaseio, Hedwig Pompe und Jens Ruchatz, Köln 2005, S. 93–114.

### Nachrufe
- Carl Georg Heise (gest. am 11. August 1979), in: Zeitschrift für Kunstgeschichte 43 (1980), S. 113–115; abgedruckt in: Gedenkworte für Carl Georg Heise und Hildegard Heise, geb. Neumann, Verona 1980 (Stamperia Valdonega), S. 31–36.
- Wolfgang Braunfels, Kunsthistoriker (1911–1987), in: Georg Schwaiger (Hrsg.): Christenleben im Wandel der Zeit. Lebensbilder aus der Geschichte des Erzbistums München und Freising (Ernst Wewel Verlag München 1987), Bd. 2, S. 518–528.

### Zeitungsartikel
- Die Walhalla und ihre Landschaft – Ein Nationaldenkmal ist in Gefahr, in: Frankfurter Allgemeine, 3. Juni 1978, Nr. 114 (Bilder und Zeiten).
- Pflegefälle: Neue Regensburger Bischofsgruft?, in: Frankfurter Allgemeine, 9. Februar 1985, Nr. 34, S. 25 (Feuilleton).
- Das Entsetzliche läßt sich nicht konservieren. Für den Wiederaufbau der Dresdner Frauenkirche, in: Süddeutsche Zeitung 28./29. März 1991, Nr. 74, S. 16.
- Die Abschaffung der Hölle. Wieviel Kunst erträgt die heutige Kirche?, in: Frankfurter Allgemeine Zeitung, 7. August 1997, Nr. 181, S. 27.